# Пакар, Джонни
Джонни Пакар (англ. Johnny Pacar; при рождении Джон Эдвард Пакурару (англ. John Edward Pacuraru); родился 6 июня 1981 года) — американский актёр и музыкант.

## Биография
Джонни родился в семье Джудит и Джона Пакар в Дирборне, штат Мичиган. В детстве всегда хотел развлекать людей. Он играл в хоккей и мечтал попасть в НХЛ. Тем не менее, ещё будучи школьником, он часто принимал участие в спектаклях в местном театре. В школе он организовал несколько групп, игравших панк-рок. В 1999 году он окончил Wayne Memorial High School, а в мае 2001 года переехал из Мичигана в Лос-Анджелес. Через два месяца у него появился агент. Пакар снялся в нескольких рекламных роликах и получил первую роль в полнометражном фильме. Затем последовали роли в многочисленных телесериалах.
Широкую известность Пакар получил благодаря роли Коди Джексона в телесериале Flight 29 Down. Он также снялся в главной роли в фильме 2004 года Purgatory House и в роли Джимми Фрэнсиса в телесериале «Американские мечты». В настоящее время он задействован в основном составе телесериала «Гимнастки», в котором исполняет роль музыканта Дэймона Янга, друга одной из главных героинь.
Он также продолжает свою музыкальную карьеру, выпустив сольный мини-альбом Moment of Time и выступая с группой Fairlene, вместе со своим коллегой по сериалу «Гимнастки» Коди Лонго (Ники Руссо).

## Фильмография
| Год       |    | Русское название                  | Оригинальное название | Роль                                                            |
| --------- | -- | --------------------------------- | --------------------- | --------------------------------------------------------------- |
| 2002      | с  | Справедливая Эми                  | Judging Amy           | Джейсон Кристофер (в эпизоде Can They Do That with Vegetables?) |
| 2002—2003 | с  | Бостонская школа                  | Boston Public         | Бун                                                             |
| 2003      | ф  | Детройт                           | Detroit               | Спайк                                                           |
| 2003      | с  | Братья Гарсиа                     | The Brothers García   | Раш Бауэр (в эпизоде Moving on Up)                              |
| 2003      | с  | Вернуть из мёртвых                | Tru Calling           | Адам Уитман (в эпизоде Star Crossed)                            |
| 2003—2004 | с  | Американские мечты                | American Dreams       | Джимми Фрэнсис                                                  |
| 2004      | ф  |                                   | Purgatory House       | Сэм                                                             |
| 2004      | ф  | Маленькая чёрная книжка           | Little Black Book     | Джамал (в титрах не указан)                                     |
| 2004      | тф | Возгорание                        | Combustion            | Джесси Харпер                                                   |
| 2004      | с  | Джордж Лопес                      | George Lopez          | Ноа (в эпизоде What George Doesn't Noah...)                     |
| 2005      | тф | Поверь в чудо                     | Now You See It...     | Дэнни Синклер                                                   |
| 2005      | с  | Затерянные на острове             | Flight 29 Down        | Коди Джексон                                                    |
| 2005      | с  | Медиум                            | Medium                | отравленный парень (в эпизоде When Push Comes to Shove: Part 2) |
| 2006      | с  | Детектив Раш                      | Cold Case             | Дэйтон (в эпизоде Rampage)                                      |
| 2007      | ф  |                                   | The Dead Undead       | Трэвис                                                          |
| 2007      | с  | C.S.I.: Место преступления Майами | CSI: Miami            | Натан Атертон (в эпизоде Just Murdered)                         |
| 2007      | с  | Расследование Джордан             | Crossing Jordan       | Бен Кенсит (в эпизоде In Sickness & In Health)                  |
| 2008      | ф  | Оторва                            | Wild Child            | Родди                                                           |
| 2008      | с  | Элай Стоун                        | Eli Stone             | Элай Стоун в 19 лет (пилотная серия)                            |
| 2009      | ф  |                                   | Cryptic               | Дэймон                                                          |
| 2009      | ф  | Любовные раны                     | Love Hurts            | Джастин Бингэм                                                  |
| 2009      | ф  | Форт МакКой                       | Fort McCoy            | Тэксис Слим                                                     |
| 2009      | с  | Говорящая с призраками            | Ghost Whisperer       | Майлз Мэйтленд (в эпизоде Stage Fright)                         |
| 2009      | с  | Гимнастки                         | Make It or Break It   | Дэймон Янг                                                      |